# Carl Heinz Ratschow

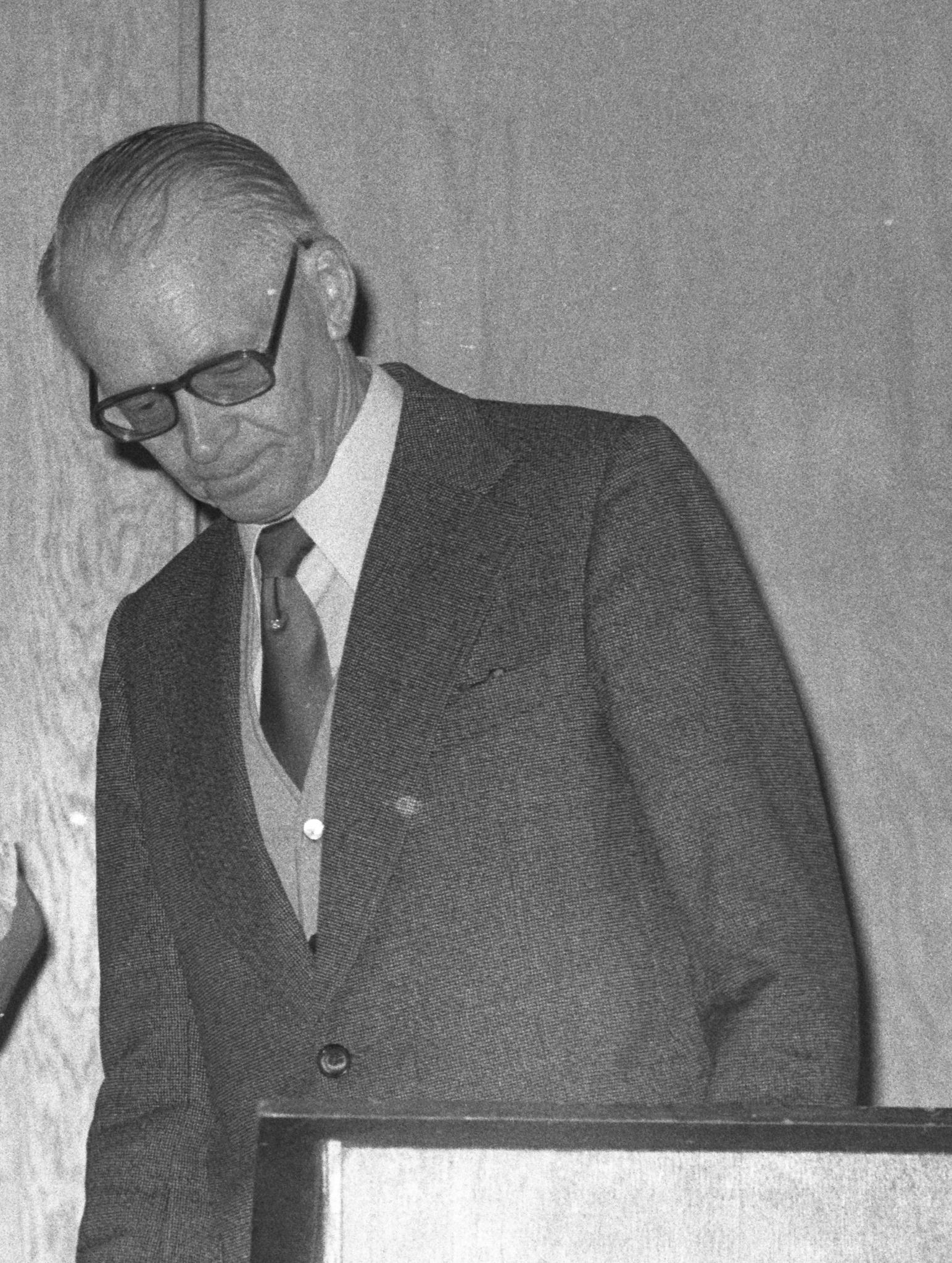
Carl Heinz Ratschow, 1979

Carl Heinz Ratschow (* 22. Juli 1911 in Rostock; † 10. November 1999 in Marburg) war ein deutscher lutherischer Theologe und Religionsphilosoph.

## Leben
Carl Ratschow war eines von fünf Kindern Ernst Ratschows (1865–1937), Kaufmann, und Clara Hoffschlaegers (1878–1956, verheiratete Ratschow). Carl Heinz Ratschow studierte Orientalistik in Leipzig und Göttingen. Unter dem Einfluss des Alttestamentlers Albrecht Alt (1883–1956) studierte er später zusätzlich Evangelische Theologie. Nach einem Wechsel an die Universität Rostock im Jahr 1933 folgte sein Erstes Theologisches Examen in der Evangelisch-Lutherischen Landeskirche Mecklenburgs. 1936 wurde Ratschow mit einer Dissertation zur Philosophie Ludwig Klages’ im Fach Systematische Theologie in Rostock zum Lic. theol. promoviert. Seine Habilitation erfolgte 1938 in Göttingen im Fach Altes Testament mit einer Arbeit über das Verb „hajah“ (hebräisch היה, dt. „sein“). Im Jahre 1939 wurde Ratschow in Göttingen Universitätsdozent, wo er 1941 zum Dr. phil. promoviert wurde. In den Jahren 1935 bis 1939 war er Stiftsinspektor des Theologischen Stifts Göttingen. Vom November 1939 bis Mai 1945 war er Soldat und in Kriegsgefangenschaft. Sein Zweites Theologisches Examen legte er 1945 in Hannover ab. 1946 folgte er einem Ruf an die Universität Münster. Von 1962 bis zu seiner Emeritierung 1979 war er Professor für Systematische Theologie, Geschichte der Theologie und Religionsphilosophie an der Philipps-Universität Marburg.

## Werk
Ratschow war außer seiner Autorschaft ein großer Wissenschaftsorganisator. Er war Herausgeber der Hauptwerke Paul Tillichs, Begründer und Mitherausgeber der Neuen Zeitschrift für Systematische Theologie und Religionsphilosophie, Herausgeber des Handbuchs Systematischer Theologie und Begründer und Mitherausgeber der Theologischen Realenzyklopädie.
Mit seinem Buch Gott existiert. Eine dogmatische Studie (1966) wollte er auf der Grundlage des Denkens der evangelischen Metaphysiken des 17. Jahrhunderts in das wissenschaftliche Gespräch zwischen Helmut Gollwitzer und Herbert Braun eingreifen.

## Ehrungen
- Dr. theol. h. c. Rostock 1951
- Dr. theol. h. c. Lund 1966

## Veröffentlichungen (Auswahl)
- Die Einheit der Person. 1938.
- Magie und Religion. 1947.
- Der angefochtene Glaube. 1957.
- Lutherische Dogmatik zwischen Reformation und Aufklärung (Teil I+II). 1964/66.
- Gott existiert. 1966.
- Atheismus im Christentum? Eine Auseinandersetzung mit Ernst Bloch. 1970.
- Von den Wandlungen Gottes, Btrr. z. Systemat. Theol., hg. v. C. Keller-Wentorf u. M. Repp. 1986.
- Von der Gestaltwerdung des Menschen, Btrr. z. Anthropologie und Ethik, hg. v. C. Keller-Wentorf u. M. Repp. 1987.
- Gottes Geist und des Christen Dasein. Predigten zur Trinitatiszeit. 1991.
- Wenn Sterbehilfe töten darf. Ethische Erwägungen zur Euthanasie. 1992.
- Als Herausgeber: Handbuch der systematischen Theologie. 1979 ff.